# Plathypena erectalis
Plathypena erectalis är en fjärilsart som beskrevs av Achille Guenée. Plathypena erectalis ingår i släktet Plathypena och familjen nattflyn. Inga underarter finns listade i Catalogue of Life.